# Puchar Świata w Hokeju na Lodzie 1996
Puchar Świata w hokeju na lodzie 1996 – pierwszy turniej Pucharu Świata, który został następcą Canada Cup. Puchar Świata zdobyła reprezentacja Stanów Zjednoczonych, która w finale pokonała Kanadę.
Turniej odbył się w dniach 26 sierpnia – 14 września 1996 roku. Uczestniczyło w nim osiem zespołów, które zostały podzielone na dwie grupy: północnoamerykańską, której mecze rozegrane zostały w Kanadzie i Stanach Zjednoczonych oraz europejską, której mecze rozegrane zostały w Europie.

## Organizacja turnieju
Uczestnicy
W turnieju uczestniczyło 8 zespołów – 6 państw europejskich i 2 z Ameryki Północnej.
| Europa - Czechy† - Finlandia - Niemcy - Rosja - Słowacja - Szwecja* |  | Ameryka Północna - Kanada^ - Stany Zjednoczone |

* = Mistrz olimpijski z Lillehammer
^ = Zwycięzca poprzedniej edycji Canada Cup
† = Mistrz świata z Wiednia
Format rozgrywek
W turnieju uczestniczyło sześć najlepszych drużyn świata oraz reprezentacje Słowacji oraz Niemiec. Drużyny uczestniczyły w dwóch fazach turnieju. Pierwsza – faza grupowa została rozegrana wśród 8 zespołów, które podzielone zostały na dwie czterozespołowe grupy (północnoamerykańska i europejska). Trzy drużyny z tej fazy rozgrywek awansowało do fazy pucharowej. Z tym, że zwycięzcy grup mieli zapewniony awans do półfinału, zaś drużyny, które zajęły w swoich grupach miejsce drugie i trzecie zagrały ze sobą mecze ćwierćfinałowe o awans do półfinałów. Zwycięzcy półfinałów awansowali do finału, który został rozegrany według zasady do dwóch wygranych meczów.
Lodowiska
- Corel Centre – Ottawa, Kanada
- CoreStates Center – Filadelfia, Stany Zjednoczone
- Olympia-Eissportzentrum – Garmisch-Partenkirchen, Niemcy
- General Motors Place – Vancouver, Kanada
- Globen – Sztokholm, Szwecja
- Helsingin Jäähalli – Helsinki, Finlandia
- Madison Square Garden – Nowy Jork, Stany Zjednoczone
- Molson Centre – Montreal, Kanada
- Sportovní hala – Praga, Czechy

## Faza grupowa

### Grupa północnoamerykańska
Tabela
| Lp. | Zespół            | M | Z | R | P | G+ | G- | +/- | Pkt |
| --- | ----------------- | - | - | - | - | -- | -- | --- | --- |
| 1   | Stany Zjednoczone | 3 | 3 | 0 | 0 | 19 | 8  | +11 | 6   |
| 2   | Kanada            | 3 | 2 | 0 | 1 | 11 | 10 | +1  | 4   |
| 3   | Rosja             | 3 | 1 | 0 | 2 | 12 | 14 | -2  | 2   |
| 4   | Słowacja          | 3 | 0 | 0 | 3 | 9  | 19 | -10 | 0   |

      = awans do półfinału       = awans do ćwierćfinału       = brak awansu
Wyniki
| 29 sierpnia 1996 | Kanada | 5:3 | Rosja | General Motors Place, Vancouver |

| Szczegóły   | Szczegóły | Szczegóły       | Szczegóły                                                           | Szczegóły                                  |
| ----------- | --- | --------------- | ------------------------------------------------------------------- | ------------------------------------------ |
|             | V. Damphousse (SH) 09:23 É. Desjardins (PP) 14:24 B. Shanahan (EQ) 17:11 J. Sakic (PP) 40:52 T. Fleury (PP) 59:40 | (3:1, 0:2, 2:0) | 02:18 (EQ) A. Kowalow 22:57 (EQ) W. Małachow 23:36 (EQ) S. Fiodorow | Widzów: 18422 Sędzia główny: Terry Gregson |
| 20 min. kar | | 24 min. kar     |                                                                     | Widzów: 18422 Sędzia główny: Terry Gregson |

| 31 sierpnia 1996 | Rosja | 7:4 | Słowacja | Centre Molson, Montréal |

| Szczegóły   | Szczegóły | Szczegóły            | Szczegóły                                                                        | Szczegóły                                  |
| ----------- | --- | -------------------- | -------------------------------------------------------------------------------- | ------------------------------------------ |
|             | S. Fiodorow (PP) 09:37 A. Mogilny (EQ) 12:14 A. Mogilny (EQ) 18:31 W. Kozłow (PP) 32:42 S. Fiodorow (EQ) 39:58 S. Gonczar (EQ) 45:28 S. Niemczinow (EQ) 55:26 | (0:1, 2:0, 0:1, 0:1) | 00:43 (PP) J. Bača 11:08 (EQ) P. Bondra 27:53 (EQ) Ž. Pálffy 41:57 (EQ) Z. Cíger | Widzów: 10733 Sędzia główny: Mark Faucette |
| 10 min. kar | | 10 min. kar          |                                                                                  | Widzów: 10733 Sędzia główny: Mark Faucette |

| 31 sierpnia 1996 | Stany Zjednoczone | 5:3 | Kanada | CoreStates Center, Filadelfia |

| Szczegóły   | Szczegóły                                                                                            | Szczegóły       | Szczegóły                                                         | Szczegóły                                  |
| ----------- | --- | --------------- | ----------------------------------------------------------------- | ------------------------------------------ |
|             | J. LeClair (EQ) 05:01 D. Weight (EQ) 23:37 S. Young (EQ) 30:48 B. Hull (EQ) 40:25 B. Hull (EN) 59:35 | (1:2, 2:0, 2:1) | 09:53 (PP) W. Gretzky 18:38 (EQ) M. Messier 58:57 (EQ) W. Gretzky | Widzów: 19500 Sędzia główny: Terry Gregson |
| 30 min. kar | | 30 min. kar     |                                                                   | Widzów: 19500 Sędzia główny: Terry Gregson |

| 1 września 1996 | Kanada | 3:2 | Słowacja | Corel Centre, Ottawa |

| Szczegóły  | Szczegóły                                                           | Szczegóły       | Szczegóły                                 | Szczegóły                                  |
| ---------- | ------------------------------------------------------------------- | --------------- | ----------------------------------------- | ------------------------------------------ |
|            | V. Damphousse (EQ) 25:49 T. Fleury (EQ) 42:02 S. Yzerman (EQ) 56:10 | (0:0, 1:2, 2:0) | 29:12 (PP) P. Bondra 38:22 (EQ) Ľ. Kolník | Widzów: 18500 Sędzia główny: Mark Faucette |
| 4 min. kar |                                                                     | 8 min. kar      |                                           | Widzów: 18500 Sędzia główny: Mark Faucette |

| 2 września 1996 | Stany Zjednoczone | 5:2 | Rosja | Madison Square Garden, Nowy Jork |

| Szczegóły   | Szczegóły | Szczegóły       | Szczegóły                                         | Szczegóły                                  |
| ----------- | --- | --------------- | ------------------------------------------------- | ------------------------------------------ |
|             | A. Deadmarsh (EQ) 00:26 J. LeClair (EQ) 07:08 K. Tkachuk (EQ) 24:46 P. LaFontaine (SH) 29:32 D. Weight (EQ) 33:03 | (2:0, 3:1, 0:1) | 32:33 (EQ) O. Twierdowski 59:32 (EQ) A. Kowalenko | Widzów: 18200 Sędzia główny: Mark Faucette |
| 22 min. kar | | 24 min. kar     |                                                   | Widzów: 18200 Sędzia główny: Mark Faucette |

| 3 września 1996 | Stany Zjednoczone | 9:3 | Słowacja | Madison Square Garden, Nowy Jork |

| Szczegóły   | Szczegóły | Szczegóły       | Szczegóły                                                        | Szczegóły                                  |
| ----------- | --- | --------------- | ---------------------------------------------------------------- | ------------------------------------------ |
|             | K. Tkachuk (PP) 05:50 D. Weight (PP) 07:13 J. LeClair (EQ) 13:34 K. Tkachuk (EQ) 30:16 M. Schneider (EQ) 32:37 K. Tkachuk (EQ) 38:20 J. Otto (EQ) 44:29 M. Modano (EQ) 46:16 M. Modano (EQ) 52:44 | (0:0, 1:2, 2:0) | 02:15 (PP) P. Bondra 36:09 (EQ) S. Ilavský 55:38 (EQ) Ľ. Rybovič | Widzów: 18200 Sędzia główny: Terry Gregson |
| 18 min. kar | | 12 min. kar     |                                                                  | Widzów: 18200 Sędzia główny: Terry Gregson |

### Grupa Europejska
Tabela
| Lp. | Zespół    | M | Z | R | P | G+ | G- | +/- | Pkt |
| --- | --------- | - | - | - | - | -- | -- | --- | --- |
| 1   | Szwecja   | 3 | 3 | 0 | 0 | 14 | 3  | +11 | 6   |
| 2   | Finlandia | 3 | 2 | 0 | 1 | 17 | 11 | +6  | 4   |
| 3   | Niemcy    | 3 | 1 | 0 | 2 | 11 | 15 | -4  | 2   |
| 4   | Czechy    | 3 | 0 | 0 | 3 | 4  | 17 | -13 | 0   |

      = awans do półfinału       = awans do ćwierćfinału       = brak awansu
Wyniki
26 sierpnia 1996
| Sztokholm, Szwecja |     |         |
| Niemcy             | 1:6 | Szwecja |

27 sierpnia 1996
| Helsinki, Finlandia |     |        |
| Finlandia           | 7:3 | Czechy |

28 sierpnia
| Helsinki, Finlandia |     |           |
| Niemcy              | 3:8 | Finlandia |

29 sierpnia 1996
| Praga, Czechy |     |        |
| Szwecja       | 3:0 | Czechy |

31 sierpnia 1996
| Garmisch-Partenkirchen, Niemcy |     |        |
| Czechy                         | 1:7 | Niemcy |

1 września 1996
| Sztokholm, Szwecja |     |         |
| Finlandia          | 2:5 | Szwecja |

## Faza pucharowa

### Ćwierćfinały
5 września 1996
| Montreal, Kanada |     |        |
| Niemcy           | 1:4 | Kanada |

6 września 1996
| Ottawa, Kanada |     |           |
| Rosja          | 5:0 | Finlandia |

### Półfinały
7 września 1996
| Filadelfia, Stany Zjednoczone |                     |         |
| Kanada                        | 3:2 Po 2 dogrywkach | Szwecja |

8 września 1996
| Ottawa, Kanada |     |                   |
| Rosja          | 2:5 | Stany Zjednoczone |

### Finał
Do dwóch zwycięstw
10 września 1996
| Filadelfia, Stany Zjednoczone |                 |                   |
| Kanada                        | 4:3 Po dogrywce | Stany Zjednoczone |

12 września 1996
| Montreal, Kanada  |     |        |
| Stany Zjednoczone | 5:2 | Kanada |

14 września 1996
| Montreal, Kanada |     |                   |
| Kanada           | 2:5 | Stany Zjednoczone |

## Najlepiej punktujący
| Lp. | Zawodnik          | Mecze | Bramki | Asysty | Punkty | Karne minuty |
| --- | ----------------- | ----- | ------ | ------ | ------ | ------------ |
| 1   | Brett Hull        | 7     | 7      | 4      | 11     | 4            |
| 2   | John LeClair      | 7     | 6      | 4      | 10     | 6            |
| 3   | Mats Sundin       | 4     | 4      | 3      | 7      | 4            |
| 4   | Doug Weight       | 7     | 3      | 4      | 7      | 12           |
| 5   | Wayne Gretzky     | 8     | 3      | 4      | 7      | 2            |
| 6   | Brian Leetch      | 7     | 0      | 7      | 7      | 4            |
| 7   | Paul Coffey       | 7     | 0      | 7      | 7      | 12           |
| 8   | Keith Tkachuk     | 7     | 5      | 1      | 6      | 44           |
| 9   | Theoren Fleury    | 8     | 4      | 2      | 6      | 8            |
| 10  | Siergiej Fiodorow | 5     | 3      | 3      | 6      | 2            |

### Drużyna gwiazd
- Bramkarz: Mike Richter
- Obrońcy: Calle Johansson, Chris Chelios
- Napastnicy: Brett Hull, Mats Sundin, John LeClair